# Leutewitz (Drezno)
Leutewitz – osiedle miasta Drezna w Saksonii. Leży w zachodniej części miasta.
Osada założona w średniowieczu przez Słowian, po raz pierwszy wzmiankowana w 1071 pod nazwą Ludiwice. W 1834 miejscowość zamieszkiwało 118 osób, a w 1890 901 osób. W 1871 wieś znalazła się w granicach Niemiec, a w 1921 włączono ją w granice Drezna.
Leutewitz sąsiaduje z osiedlami Omsewitz, Briesnitz, Cotta i Gorbitz.
Najbardziej charakterystycznym zabytkiem osiedla jest wiatrak holenderski z 1839.